# Sten Luthander
Sten Åke Birger Luthander (Silbodal, Värmland, 8 de diciembre de 1905 – Lidingö, 13 de febrero de 2000) fue un destacado profesor sueco de aeronáutica.

## Educación y carrera
Después de estudiar en el Real Instituto de Tecnología entre 1925 y 1930, Luthander fue contratado como asistente de Ivar Malmer en el campo de la aeronáutica en 1930 y en resistencia de materiales en 1936. En 1940, se convirtió en jefe de departamento en el Instituto de Ensayos Aeronáuticos y en 1944 fue nombrado profesor de aeronáutica en el KTH. Entre 1947 y 1949, dirigió el departamento de investigación de SAAB en Linköping. Se jubiló del KTH en 1972.
En 1961, Luthander fundó la empresa de consultoría LUTAB (Professor Sten Luthander Ingenjörsbyrå AB).
Fue miembro de la Academia Sueca de Ciencias de la Ingeniería en 1956.

## Distinciones
Recibió la Medalla Thulin de oro en 1952.

## Familia
En 1940, Luthander se casó por primera vez con la chelista Carin de Frumerie (1911-1974), hermana de Gunnar de Frumerie y posteriormente casada con Bellander. En 1960, contrajo matrimonio por segunda vez con Wiveca, nacida Hagenow, con quien permaneció casado hasta su fallecimiento. Su hija del primer matrimonio, Eva Luthander (nacida en 1944), es pianista y ha sido profesora en la Real Academia de Música de Estocolmo. Otra de sus hijas es la abuela del actor Rasmus Luthander. Sten Luthander está enterrado en el cementerio de Lidingö.